# Hyposmocoma radiatella
Hyposmocoma radiatella — вид моли эндемичного гавайского рода Hyposmocoma.

## Распространение
Встречается на островах Кауаи, Оаху, Молокаи и Гавайи. Типичное местообитание — высокогорный район Кона острова Гавайи.